# Gardner (kráter)

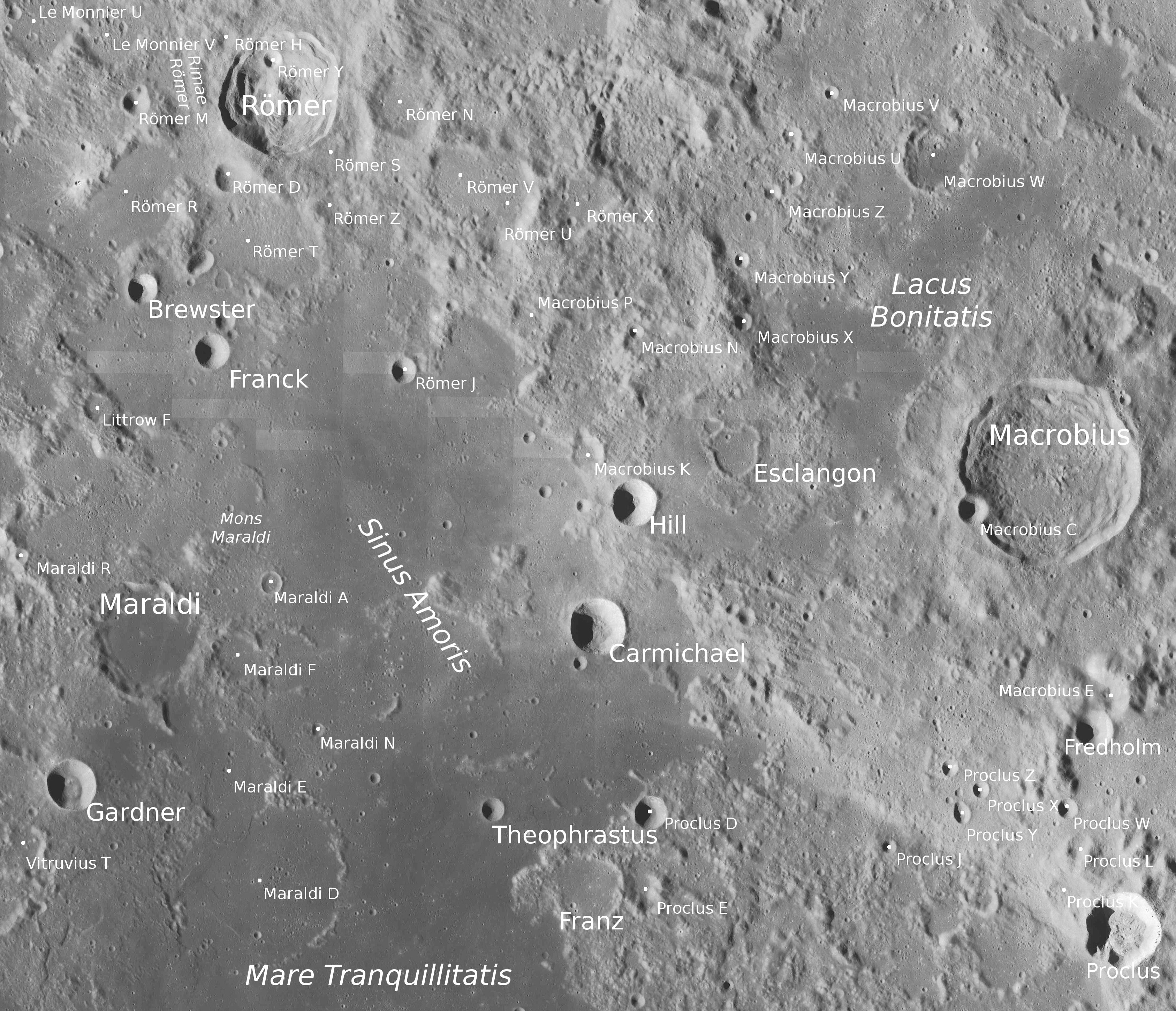
Kráter Gardner a okolí.

Gardner je impaktní kráter nacházející se v hornaté oblasti severně od Mare Tranquillitatis (Moře klidu) na přivrácené straně Měsíce. Má průměr 18,4 km, pojmenován je podle amerického fyzika Irvine Cliftona Gardnera. Je kruhovitého tvaru a má ploché dno. Než jej Mezinárodní astronomická unie v roce 1976 přejmenovala, nesl název Vitruvius A.
Severovýchodně leží lávou zaplněný kráter Maraldi, západně Vitruvius a východně kráter Theophrastus.